# Festival Internacional de Animación de Córdoba
ANIMA - Festival Internacional de Animación de Córdoba es un festival competitivo de animación, que se desarrolla en la ciudad de Córdoba, Argentina cada dos años. 
La edición inicial de ANIMA se desarrolló en 2001, y se ha repetido en años impares desde esa fecha, por lo que es el festival de animación más antiguo y de mayor trayectoria de Argentina. Es coorganizado por el Centro Experimental de Animación de la Facultad de Artes, Universidad Nacional de Córdoba; y la Cátedra Animación de la Universidad Nacional de Villa María. 
La décima edición de ANIMA se llevó a cabo entre el 9 y el 11 de octubre de 2019.

## Premios otorgados
En el Festival de Animación de Córdoba, los jurados otorgan premios en las siguientes categorías:
- Premio del jurado al mejor cortometraje
- Mejor animación en cortometraje o mediometraje
- Mejor animación en cortometraje de ficción
- Mejor animación en cortometraje documental
- Mejor animación en cortometraje no narrativo
- Mejor animación especial de televisión o internet
- Mejor serie animada de televisión o internet
- Mejor vídeoclip
- Mejor animación publicitaria
- Mejor animación en videojuegos
- Mejor animación en Motion Graphics
- Mejor animación inmersiva
- Mejor animación argentina
- Mejor animación para niños
- Mejor animación de estudiantes